# Ukrainisches Zentrum für Strategische Studien
Das Ukrainische Zentrum für Strategische Studien (ukrainisch Українські студії стратегічних досліджень / Ukrajinski studiji stratehitschnych doslidschen, wiss. Transliteration Ukraïnsʹki studiï stratehičnych doslidženʹ; Abk. USSD; engl. Ukrainian Studies of Strategic Disquisions oder Ukrainian Center for Strategic Studies) ist eine ukrainische nichtstaatliche Denkfabrik, die sich mit Fragen der Schaffung der Grundlagen des modernen ukrainischen Nationalismus und der Entwicklung einer Strategie für den ukrainischen Staat beschäftigt, womit dieser auf die Herausforderungen der Globalisierung reagieren kann. Das 2015 gegründete Zentrum mit Sitz in Kiew organisiert auch die Bandera-Lesungen.

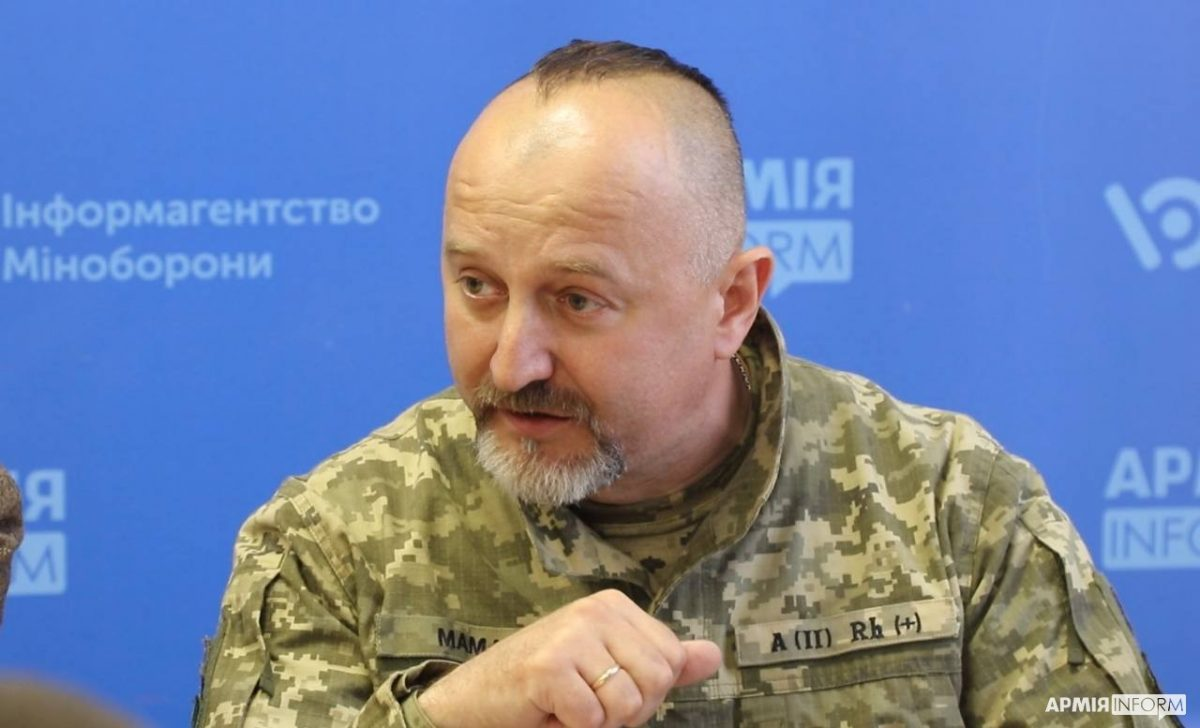
Jurij Syrotjuk (Direktor des USSD)

Jurij Syrotjuk – der stellvertretende Vorsitzende der  ukrainischen rechtsextremen und radikalen nationalistische Partei Swoboda – ist der  Direktor des Zentrums, er ist Abgeordneter des ukrainischen Parlaments der VII. Legislaturperiode, Unteroffizier der 5. Separaten Angriffsbrigade der Streitkräfte der Ukraine. Zu den Mitgliedern des Teams des Zentrums zählen (Stand: 28. Mai 2024): Tetjana Bojko, Jurij Olijnyk, Wolodymyr Tylischtschak, Bohdan Halajko und Oleksandr Tschupak, der  Leiter der Wirtschaftsprogramme des Zentrums, ein Absolvent des Selkirk College (Kanada).
Am 11. Januar 2019 erinnerte Jurij Syrotjuk im Fernsehsender Pryamyi daran, dass die Schaffung einer einzigen lokalen ukrainischen Kirche eine langjährige Forderung der ukrainischen Nationalisten ist und dass der Tomos (über die Autokephalie für die Orthodoxe Kirche der Ukraine) eine geopolitische Katastrophe für Russland sei, durch die es seinen geistigen Einfluss auf die Ukraine verloren habe.
In seiner Eröffnungsrede zur neunten Ausgabe der Bandera-Lesungen (2022)  äußerte Jurij Syrotjuk unter anderem, dass der „Moskauer Imperialismus“ zerstört werden müsse.
Der Direktor des Zentrums hatte früher mit mehreren ukrainischen Hochschulabsolventen am Praktikumsprogramm der Parlamentarischen Versammlung der NATO teilgenommen:

“Certain other Assembly programmes should also be mentioned because although they are not uniquely focussed on Ukraine, Ukraine is nevertheless actively involved. For instance, several Ukrainian graduate students have participated in the Assembly’s internship programme, working within the International Secretariat for three months, and assisting with policy research. They have all returned to Ukraine with a deeper understanding of NATO and the Assembly, and have gained the invaluable, broadening experience of living in an international environment. This training seems to equip them well for the future: one, for instance, has become director of the Ukrainian Center for Strategic Studies.”